# Seirocrinus subangularis
Seirocrinus subangularis ist eine fossile Seelilien-Art aus dem Unterjura. Die Art ist bekannt für spektakuläre Funde aus dem Posidonienschiefer, die Prunkstücke von Museumssammlungen sind. Sie ist auch forschungsgeschichtlich bedeutsam: Eberhard Friedrich Hiemer (1682–1727) veröffentlichte 1724 eine Abhandlung über das „schwäbische Medusenhaupt“, in der er die Tiere als einer der ersten nicht nur als Spiele der Natur, sondern als Überreste eines tatsächlich lebenden, aber ausgestorbenen Tiers behandelte. Die Art ist die größte bisher beschriebene Seelilienart aus dem Jura. Seirocrinus subangularis ist Fossil des Jahres 2014.

## Merkmale
Seirocrinus subangularis weist die für Seelilien typische Gliederung in Stiel und Krone auf, wobei die Krone aus einem Becher (Calyx) und daran ansitzenden Fangarmen besteht. Der Stiel ist normalerweise etwa 60 bis 90 Zentimeter, die Krone 20 bis 30 Zentimeter lang. Die größten Stücke weisen allerdings Stiellängen von über fünfzehn Meter und Kronendurchmesser von einem Meter auf. Solche Stücke sind etwa im Paläontologischen Museum Tübingen zu sehen. Seelilien sind passive Filtrierer, die mit den Armen Nahrungspartikel aus dem bewegten Wasser ausfiltern, von denen sie sich ernähren. Bei Seirocrinus ist die Krone ungewöhnlich fein verzweigt. Sie besteht aus 20 Hauptarmen oder Podia (entstanden aus zweimal dichotom verzweigten Armen), an denen einseitig an deren Innenseite eine hohe Zahl von Nebenarmen (Ramuli) ansitzt, die zueinander parallel ausgerichtet sind. Nach dem taphonomischen Befund blieb die parallele Ausrichtung der Ramuli bei der Einbettung erhalten, dies deutet darauf hin, dass sie irgendwie gegeneinander fixiert waren.
Das aus Kalziumkarbonat bestehende Endoskelett von Seelilien besitzt ein hohes fossiles Erhaltungspotenzial und macht zudem einen Großteil des Körpervolumens aus, sodass eine fossile Seelilie auch ohne Weichteilerhaltung einen lebensnahen Eindruck vermittelt. Die Mund- wie auch die Afteröffnung des lebenden Tiers lag auf der Oberseite, „am Boden“, des Bechers. Das Skelett besteht aus kleinen kalkigen Platten, die durch Bindegewebe miteinander verbunden waren. Die meist mehr oder weniger regelmäßig fünfeckigen Skelettelemente des Kelchs werden Basalia, die randständigen Radalia genannt. Bei Seirocrinus sind zusätzliche Elemente (Interradialia und Interbrachialia) eingeschoben, die die Fläche des Kelchs vergrößern. Bei der Art war außen sogar eine partielle Verzweigung dritter Ordnung ausgebildet. Auch der Stiel war in Abschnitte (Columnale) gegliedert, die jeweils ein Skelettelement trugen. Disartikulierte Stielglieder von (anderen) Seelilienarten sind häufig, manchmal gesteinsbildend, fossil erhalten. Die Stielglieder von Seirocrinus subangularis waren abgerundet fünfeckig bis rund. Zahlreiche Stielglieder tragen Zirren genannte Fortsätze, mit denen sich das Tier u. a. an der Unterlage verankern konnte. Die basalen etwa 30 Zentimeter des Stiels trugen eine dichte Masse flexibler Zirren.

## Lebensweise
Die Tiere sind im Gestein immer an Stücke toten Holzes angeheftet, manchmal sehr viele an einem Holzstück. Obwohl manche Bearbeiter eine Festsetzung an zum Meeresgrund abgesunkenes Totholz für möglich halten, wird heute weit überwiegend eine Spezialisierung auf noch schwimmendes Treibholz als Unterlage für die Art angenommen. Darauf deutet u. a. der Feinbau des Stiels hin, der nicht nahe dem Kelch, sondern nahe der Anheftungsstelle am beweglichsten war, als auch taphonomische Befunde, nach denen Tiere auf der Unterseite des Holzes bei der Einbettung besser erhalten blieben als auf der Oberseite. Diese Lebensweise wird als „pseudoplanktonisch“ oder auch „pseudopelagisch“ bezeichnet. Sie hat eine Reihe von Folgen: Der lange Stiel wird in erster Linie wie ein Tau auf Zug belastet. Da die Unterlage dieselbe Geschwindigkeit besitzt wie das umgebende Wasser, ist eine Filtrierung bei sehr langem Stiel deutlich effektiver. Man kann sich die Tiere als vom treibenden Holzstück herabhängend vorstellen, wobei die Krone nachgeschleppt wurde.

## Forschungsgeschichte und Taxonomie
Die erste wissenschaftliche Beschreibung der Art, die aber noch nicht den heutigen Regeln der Nomenklatur entsprach, stammt vom Stuttgarter Hofprediger Eberhard Friedrich Hiemer (1682–1727) nach einer in Ohmden nahe Holzmaden (Württemberg) gefundenen Gesteinsplatte. Ihm fiel dabei die Ähnlichkeit mit dem erst 1705 im Indischen Ozean entdeckten „Medusenhaupt“ Gorgonocephalus caputmedusae (Linnaeus, 1758) auf, so dass er seinen Fund als die Versteinerung eines ähnlichen Tieres deutete. Ihre Verschleppung nach Schwaben erklärte er noch mit der „Sündflut, deren Schwall ihm für die Überbrückung jeglicher Entfernung groß genug erschien.“ Hiemers Bearbeitung fand damals weite Beachtung, seine Abbildung wurde zum Beispiel von Johann Jacob Scheuchzer, Johann Ernst Immanuel Walch und Carl von Linné übernommen. Erst spätere Bearbeiter konnten dann aufklären, dass Hiemers Exemplar einer anderen, entfernt verwandten Art angehörte (die erste rezente gestielte Seelilie Cenocrinus asterius (Linnaeus, 1767) wurde erst 1761 durch Jean-Étienne Guettard in Europa bekannt).
Die auch heutigen taxonomischen Erfordernissen genügende Erstbeschreibung besorgte dann im Jahr 1821 der deutsch-englische Naturforscher Johann Samuel Miller als Pentarcinites subangularis. Als Typlokalitäten gibt er Württemberg und die berühmte Fossilfundstelle Lyme Regis, Dorset, an. Millers Typmaterial wurde bei einem deutschen Luftangriff auf Bristol im Jahr 1940 vernichtet. 2011 erklärten Forscher die berühmte Hiemer´sche Platte, die, nachdem sie jahrzehntelang als verschollen galt, in Göttingen wiederentdeckt worden war, zum Neotypus der Art.
Die Gattung Seirocrinus benötigt eine sorgfältige systematische Revision. Bei der letzten systematischen Bearbeitung durch Simms waren alle bis dahin beschriebenen Arten unter Seirocrinus subangularis synonymisiert worden und gleichzeitig eine neue Art beschrieben worden. Andere Bearbeiter erkennen bis zu fünf Arten der Gattung an, die alle aus dem Jura stammen. Zusätzlich besteht der Verdacht, die Gattung müsse möglicherweise mit der (früher beschriebenen) Gattung Pentacrinites synonymisiert werden. Es wurde sogar der Verdacht geäußert, die kurzstieligen Pentacrinites könnten die Jugendstadien von Seirocrinus gewesen sein. Falls sich dieser Verdacht erhärten ließe, müsste die Art umbenannt werden. Die Familie Pentacrinidae wäre dann monotypisch.

## Funde

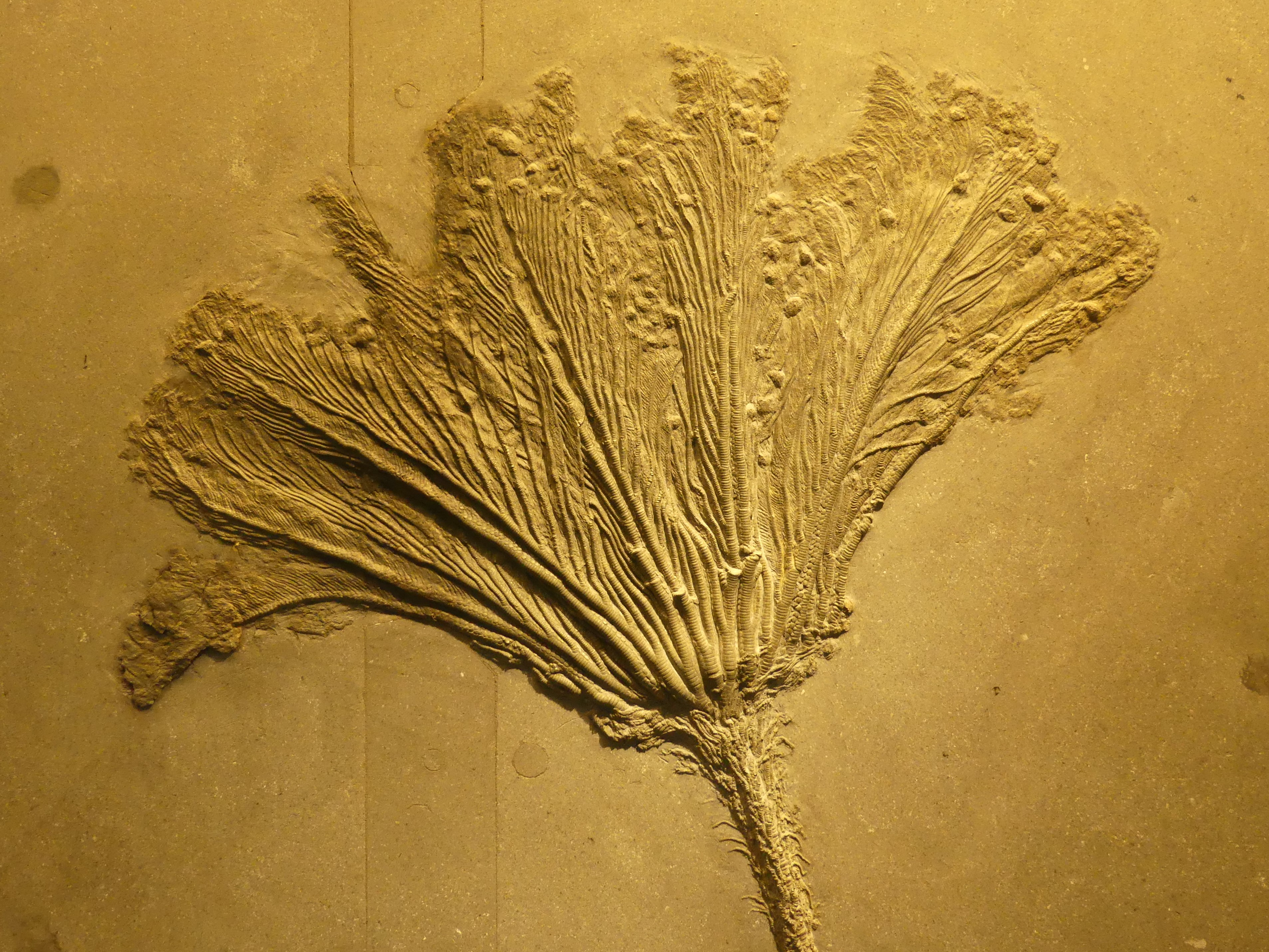
Fund aus Holzmaden im Paläontologischen Museum Zürich

Die meisten und die spektakulärsten Funde der Art stammen aus dem Schwarzen Jura Süddeutschlands, insbesondere aus Holzmaden. Schaustücke von dort liegen zum Beispiel im dortigen Urwelt-Museum Hauff und im Staatlichen Museum für Naturkunde Stuttgart. Weitere Funde stammen aus England, Kanada, Alaska, Sibirien und Japan. Die weite Verbreitung der Art wäre über die pseudoplanktonische Lebensweise der Art erklärbar. Simms erklärt auch die relative Langlebigkeit der Art damit. Zum Aussterben der Art, wie der gesamten Gruppe der pseudoplanktischen Seelilien könnte die Evolution der Bohrmuscheln beigetragen haben: Demnach wäre die Lebensdauer von Treibholz anschließend so weit abgesunken, dass die Tiere ihren Lebenszyklus nicht vollenden konnten.
Die Funde stammen meist aus feinlagigem, bituminösem Schiefer, was auf sauerstofffreie, lebensfeindliche Bedingungen am Ort der Einbettung hinweist. Wahrscheinlich stammen sie von Tieren, die an Treibholzstücke angeheftet waren, die letztlich zu Boden sanken, woraufhin die Besiedler zugrunde gingen.